# Comuna Aninoasa, Dâmbovița
Aninoasa este o comună în județul Dâmbovița, Muntenia, România, formată din satele Aninoasa (reședința), Săteni și Viforâta.

## Istorie
La sfârșitul secolului al XIX-lea, comuna Aninoasa făcea parte din plaiul Dealul-Dâmbovița din județul Dâmbovița, era formată doar din satul de reședință și avea 700 de locuitori. În comună funcționa o școală mixtă înființată în 1889 și o biserică. Pe teritoriul actual al comunei funcționa atunci și comuna Viforâta, formată din cătunele Viforâta și Mahalaua, având în total 1500 de locuitori. Aici funcționau două biserici, o școală și mai multe fabrici de gaz. Pe teritoriul ei se aflau mănăstirile Dealu și Viforâta. Satul Săteni era atunci arondat comunei Doicești.
În 1925, comunele figurează în plasa Târgoviște a aceluiași județ. Comuna Aninoasa, formată din satul Aninoasa și cătunul Subdeldei avea 1368 de locuitori, iar comuna Viforâta, tot cu satele Mahalaua și Viforâta avea în total 2169 de locuitori.
În 1950, comunele au trecut în subordinea raionului Târgoviște din regiunea Prahova, din care au făcut parte până în 1968. Între timp, comuna Viforâta a fost desființată și inclusă în comuna Aninoasa. În 1968, comuna Aninoasa a devenit comună suburbană a municipiului Târgoviște, luând forma actuală. În 1989, comuna a fost resubordonată județului Dâmbovița.

## Demografie
Componența etnică a comunei Aninoasa
     Români (93,85%)
     Alte etnii (0,27%)
     Necunoscută (5,88%)
Componența confesională a comunei Aninoasa
     Ortodocși (91,55%)
     Alte religii (1,76%)
     Necunoscută (6,69%)
Conform recensământului efectuat în 2021, populația comunei Aninoasa se ridică la 6.665 de locuitori, în creștere față de recensământul anterior din 2011, când fuseseră înregistrați 6.344 de locuitori. Majoritatea locuitorilor sunt români (93,85%), iar pentru 5,88% nu se cunoaște apartenența etnică. Din punct de vedere confesional, majoritatea locuitorilor sunt ortodocși (91,55%), iar pentru 6,69% nu se cunoaște apartenența confesională.

## Politică și administrație
Comuna Aninoasa este administrată de un primar și un consiliu local compus din 15 consilieri. Primarul, Vlăduț Niculae[*], de la Partidul Social Democrat, este în funcție din octombrie 2020. Începând cu alegerile locale din 2024, consiliul local are următoarea componență pe partide politice:
|  | Partid                          | Consilieri | Componența Consiliului | Componența Consiliului | Componența Consiliului | Componența Consiliului | Componența Consiliului | Componența Consiliului | Componența Consiliului | Componența Consiliului | Componența Consiliului | Componența Consiliului |
|  | ------------------------------- | ---------- | ---------------------- | ---------------------- | ---------------------- | ---------------------- | ---------------------- | ---------------------- | ---------------------- | ---------------------- | ---------------------- | ---------------------- |
|  | Partidul Social Democrat        | 10         |                        |                        |                        |                        |                        |                        |                        |                        |                        |                        |
|  | Partidul Național Liberal       | 4          |                        |                        |                        |                        |                        |                        |                        |                        |                        |                        |
|  | Alianța pentru Unirea Românilor | 1          |                        |                        |                        |                        |                        |                        |                        |                        |                        |                        |